# Хайзер, Чарлз Бикслер
Чарлз Би́кслер Ха́йзер (англ. Charles Bixler Heiser; 5 октября 1920 — 11 июня 2010) — американский ботаник, исследователь систематики сложноцветных, в особенности — подсолнечника, профессор Индианского университета с 1957 года, член Национальной академии наук США.

## Биография
Родился 5 октября 1920 года в городке Синтиана на юге Индианы. Окончил школу в Белвилле (юг Иллинойса), в 1939 году поступил в Университет Вашингтона в Сент-Луисе, где планировал изучать журналистику или английский язык. Однако под влиянием профессора Роберта Эверарда Вудсона заинтересовался ботаникой. В 1943 году получил степень бакалавра под руководством Эдгара Андерсона, в 1944 году под руководством Джесси Мора Гринмена защитил диплом магистра, в котором рассматривал род Psilostrophe.
В 1944 году Чарлз женился на Дороти Геблер, с которой они вдвоём были единственными слушателями углублённого курса таксономии Э. Андерсона.
С 1945 года Хайзер — в Калифорнийском университете в Беркли. Уже через два года, в 1947 году, подготовил и защитил диссертацию доктора философии, в которой рассматривал проблемы гибридизации у подсолнечника. С 1946 года преподавал в Беркли.
После защиты диссертации Чарлз Хайзер покинул Беркли, получив приглашение на должность доцента в Индианском университете. В 1951 году стал адъюнкт-профессором, в 1957 году — профессором. Читал лекции по систематике цветковых растений, экономической ботанике, учёту сосудистых растений.
В 1953 году, став обладателем стипендии Гуггенхайма, Хайзер путешествовал по Коста-Рике. В 1962 и 1969 годах ездил в Эквадор, где занимался исследованиями систематики и возможностей гибридизации наранхильи.
В 1985 году Хайзер был удостоен Премии имени В. С. Пустовойта Международной ассоциации подсолнечника.
В 1987 году за вклад в систематику и исследования гибридизации и эволюции культурных растений избран членом Национальной академии наук США.
В 1967 году — президент Американского общества по таксономии растений, в 1980 году — Ботанического общества Америки.
В 2008 году пережил кровоизлияние в мозг. Скончался 11 июня 2010 года.

## Некоторые научные публикации
- Heiser C. B., Smith D. M., Clevenger S. B., Martin W. C. The North American Sunflowers (Helianthus) // Memoirs of the Torrey Botanical Club. — Vol. 22 (3). — P. 1—218.
- Heiser C. B., Whalen M., Costich D. Taxonomy of Solanum section Lasiocarpa // Gentes Herbarium. — 1981. — Vol. 12. — P. 41—129.

## Растения, названные именем Ч. Хайзера
- Cyclanthera heiseri C.E.Jones & Kearns, 1994
- Helianthus heiseri R.C.Jacks., 1959
- Solanum heiseri G.J.Anderson, 1975